# Scone (Australia)
Scone – miejscowość w Australii, w stanie Nowa Południowa Walia, w regionie Hunter. Miasto położone przy drodze New England Highway, w odległości ok. 270 km na północ od Sydney. Miejscowość znana z hodowli rasowych koni wyścigowych.
Miejsce odkryte przez pierwszego Europejczyka, Henry Dangara, w roku 1824. Pierwsi kolonizatorzy osiedlili się w 1825 roku. Scone swoją nazwę zawdzięcza miejscowości Scone w Szkocji, nadaną w roku 1831 przez Jasona Kent Totha.